# Брезовица при Добу
Брезовица при Добу (словен. Brezovica pri Dobu) је насељено место у општини Домжале, Средњесловенска регија, Словенија.

## Историја
До територијалне реорганизације у Словенији била је у саставу старе општине Домжале.

## Становништво
У попису становништва из 2011. године, Брезовица при Добу је имала 60 становника.
| Број становника према пописима | Број становника према пописима | Број становника према пописима |
| ------------------------------ | ------------------------------ | ------------------------------ |
| 1991                           | 2002                           | 2011                           |
| 47                             | 55                             | 60                             |

Напомена: До 1953. исказивано под именом Брезовица.